# Turn Up the Radio
Turn Up the Radio è un brano della cantante statunitense Madonna. È stato scritto da Madonna, Martin Solveig, Michael Tordjman e Jade Williams, prodotto da Madonna e Martin Solveig, ed è stato estratto come terzo singolo estratto dall'album MDNA. È una canzone dance con influenze pop e di musica elettronica.
È una canzone che parla del potere della musica. La reazione della critica è stata prevalentemente positiva nei confronti della canzone; tuttavia, alcuni critici hanno criticato il testo della canzone. La canzone è stata inserita nella setlist del MDNA Tour.

## Composizione
Turn Up the Radio è una canzone dance con influenze pop e electronica, ed è fortemente sostenuta da ritmi dance e sintetizzatori. La canzone inizia con una tastiera, e prosegue con un ritmo dance-pop anni ottanta. I revisori hanno osservato che la canzone era indiscutibilmente diversa dai primi due singoli dell'album - Give Me All Your Luvin' e Girl Gone Wild - e hanno stabilito che sarebbe stata una scelta forte come primo singolo da MDNA.
Il testo implora l'ascoltatore di fermarsi per un attimo, per allontanarsi da tutto il mondo attraverso la musica, con frasi come: "Non so come sono arrivata a questo punto / Fatemi uscire dalla mia gabbia perché sto morendo / Alza la radio, accendi la radio / Non chiedermi dove voglio andare, dobbiamo alzare la radio." Parla anche della necessità della gente di rilassarsi e divertirsi un po'. Secondo Priya Elan di NME, "la canzone continua la sua carriera che attraversa temi di Into the Groove, e riesce a unire borghesi e ribelli." Nick Levine scrivendo per The National ha sottolineato che la canzone ricorda la hit del 2006, Get Together.

## Critica
La canzone ha ricevuto molte recensioni positive dai critici musicali. In una intervista prima della pubblicazione dell'album, Attitude ha elogiato il brano, scrivendo: "Può sembrare banale ma non c'è insistenza nella sua semplicità. Si trasforma nel motivo più martellante l'album, raggiungendo un climax che minaccia di far saltare le casse. Alcuni lo potrebbero trovare generico, ma lei - Madonna - la fa sua, e i fan saranno contenti di avere una carica dance che scuoterà i club, Sarei felice di trovarne una cover nella prossima serie di Glee." John Mitchell da MTV News l'ha chiamata "un grande inno dance-pop che meraviglia con sintetizzatori e testi divertenti." Ha anche detto che la canzone "È la cosa migliore che Madonna abbia fatto dopo Hung Up. Virgin Media ha dato alla canzone 4 stelle su 5, scrivendo: "[...] Turn Up The Radio è una di quelle cose preziose che ogni tanto Madge produce ancora: un brillante e vacanziero pezzo pop per l'estate. Dean Piper per The Mirror l'ha chiamata "un istante di pop classico con Madonna." Nick Bond di Sydney Star Observer l'ha definita il miglior prodotto di Martin Solveig nell'album, lodando la "voce zuccherina" di Madonna, ma ritenendo orecchiabile il motivo, e paragonabile alla musica di Madonna degli anni ottanta. Bradley Stern of "MuuMuse" called it "euphoric" and "theatrical."
Billboard l'ha definita una delle più belle canzoni dell'album:
"Una cugina di Girl Gone Wild, questo brano è estivo, pop, e più semplice. È divertente quando canta "temperature's pounding" e si nota la voglia di scappare e di come Madonna sia stanca di questo gioco." Fondamentalmente il punto della canzone è: " alzare la radio fino a quando non saltano le casse." Anche se i testi non sono provocatori o necessariamente nuovi, è ancora un brano peppy che suonerebbe grande "alla radio." Laurence Green per musicOMH ha lodato il brano dicendo:
"La canzone segna il ritorno di Madonna come la trionfante regina americana con l'aiuto di una melodia classica che rievoca i suoi grandi anni ottanta. Il testo di Madonna "I wanna go fast and I'm gonna go far" potrebbe essere poco elegante e troppo palese, ma fa parte del piano, onestamente, non dà una buona idea. "

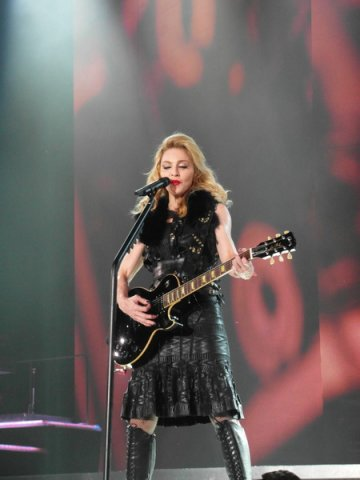
Madonna canta Turn Up the Radio nel 2012, al MDNA Tour

 Tuttavia, in una revisione di MDNA, Neil McCormick di The Daily Telegraph ha dato una revisione positiva dei mix, lodando la sua natura dance, ma ha descritto i testi banali. Aidin Vaziri per il San Francisco Chronicle ha dato una revisione dei mix, dicendo: "Potrebbe essere effettivamente una svolta riflessiva per Madonna... quando canta "era il momento ho aperto gli occhi / sto per lasciare il passato alle spalle" per caso parla della sua ex relazione con Guy Ritchie? Chi lo sa? Chi se ne frega?". Matthew Parpetua per Pitchfork ha criticato gli arraggiamenti di Martin Solveig definendoli privi di immaginazione.

## Video
Il video per Turn Up the Radio è stato girato a Firenze e a Galliano (Barberino di Mugello) in Italia tra il 18 e il 19 giugno 2012. Il video viene pubblicato il 16 luglio 2012 sul canale YouTube di Madonna. Il regista è Tom Munro che aveva già diretto il video di Madonna Give It 2 Me nel 2008. La cantante si trova a bordo di una vecchia Cadillac cabriolet guidata dal proprio autista che lungo il tragitto recluta alcuni artisti di strada, passanti e benzinai. L'artista statunitense incontrò una certa resistenza delle autorità locali alla concessione dei nulla osta alle riprese dei maggiori monumenti cittadini. Per questo le riprese in città si snodano essenzialmente nella zona dove la star alloggiava, al St. Regis di piazza Ognissanti, e nel lungarno Vespucci con lo sfondo di Porta San Gallo.
Alla fine del video l'autista pronuncia la frase "La festa è finita, adesso allacciati la cintura stronzetta!" in lingua italiana proprio perché il video è ambientato in Italia. Nel video inoltre la cantante viene fotografata da numerosi paparazzi e per ben tre volte compare l'inquadratura delle telecamere di Repubblica TV.

## Pubblicazione
Il singolo ha iniziato a girare nelle radio italiane il 3 luglio 2012, ma il video del singolo è stato pubblicato il 16 luglio 2012, mentre la pubblicazione ufficiale del singolo seguirà il 5 agosto 2012 in tutto il mondo.
L'edizione fisica del cd non è mai stata realizzata.

## Classifiche
| Classifica (2012)   | Posizione massima |
| ------------------- | ----------------- |
| Belgio (Fiandre)    | 70                |
| Belgio (Vallonia)   | 63                |
| Brasile             | 39                |
| Giappone            | 68                |
| Italia              | 58                |
| Regno Unito         | 175               |
| Spagna              | 30                |
| Stati Uniti (Dance) | 1                 |
| Ucraina             | 62                |